# Пам'ятник Лесі Українці (Торонто)
Пам'ятник Лесі Українці у Торонто — пам'ятник видатній українській поетесі Лесі Українці у столиці канадської провінції Онтаріо місті Торонто.
Пам'ятник Лесі Українці у Торонто розташований у Гай-Парку, найбільшому парку міста, що знаходиться в районі Bloor West Village, одному з історичних осередків проживання української громади Торонто.
Монумент було встановлено 19 жовтня 1975 року. на замовлення Жіночої Ради Конґресу Українців Канади. Пам'ятник являє собою бронзову постать поетеси на постаменті з чорного граніту. На лицьовому боці постаменту викарбуване ім'я поетеси українською та англійською мовами, а також англомовний напис «The Greatest Ukrainian Poetess» (укр. «Найвидатніша українська поетеса»). Пам'ятник обнесений високою металевою огорожею, обабіч якої встановлено табличку зі стислою інформацією про життя і творчість Лесі Українки.
Автор пам'ятника — американський скульптор лемківського походження Михайло Черешньовський.
Майданчик перед пам'ятником Лесі Українці у Гай-Парку є традиційним місцем проведення різноманітних масових заходів української громади міста Торонто.